# Kuňka obecná
Kuňka obecná (Bombina bombina Linné, 1761), nazývaná též kuňka ohnivá je obojživelník z čeledi kuňkovití. V České republice je silně ohroženým druhem.

## Vědecká synonyma
- Bombina bombina arifiyensi (Özeti & Yilmaz, 1987)
- Bombina bombina arifyensis (Özeti & Yilmaz, 1987)
- Bombina bombina danubialis (Calinescu, 1931)
- Bombina bombina var. viridis (Marián, 1959)
- Bombina ignea (Laurenti, 1768)
- Bombinator bombina (Linnaeus, 1761)
- Bombinator bombinus (Linnaeus, 1761)
- Bombinator igneus (Laurenti, 1768)
- Bombinator variegatus bombina (Linnaeus, 1761)
- Bombitator bombinus (Linnaeus, 1761)[2]

## Národní názvy
- kuňka ohnivá
- ropucha ohnivá
- žába ohnivá

## Rozšíření
Od východní části Německa po jižní část Uralu. Na severu je rozšířena až do jižního Švédska, na jihu do severozápadního Řecka; zasahuje do asijské části Turecka.
Území České republiky leží u západního okraje areálu druhu. V České republice je prokázána ve 48,7 % kvadrátech síťové mapy, přičemž v mnoha oblastech není výskyt souvislý, ale pouze ostrůvkovitý a mnohé populace již nejsou vzájemně migračně propojeny. Téměř úplně chybí v západních Čechách, v centrálních partiích Českomoravské vrchoviny, v karpatských pohořích a kromě okolí Ostravy na severní Moravě a ve Slezsku. V oblasti Českomoravské vrchoviny, Čech a severovýchodní Moravy v povodí Odry je výskyt poměrně souvislý.

## Popis

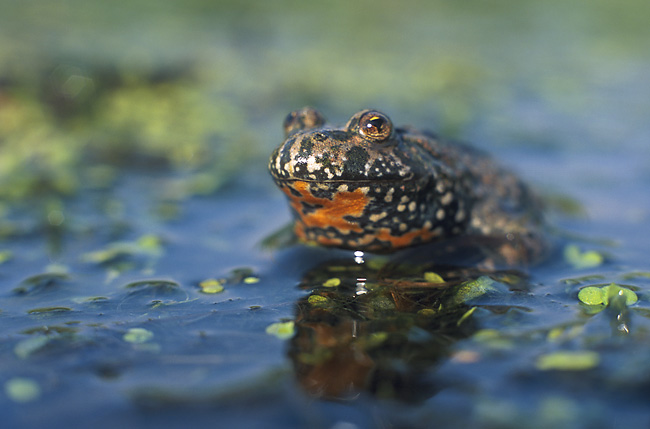
Kuňka obecná

Dorůstá délky 4,5–5 cm. Tělo je zploštělé a končetiny relativně krátké. Poměr těla a hlavy je větší než 3 : 1, čenich je výrazně zaoblený. Ušní bubínek není viditelný. Dobře viditelné jsou obloukově zahnuté parotidní žlázy za okem. Oči jsou vystouplé, oční zornice srdcovitého či trojúhelníkovitého tvaru.
Kůže je charakteristicky bradavičnatá. Kožní bradavičky jsou zaoblenější a celkově spíše jemnější na pohled i na dotek oproti kuňce žlutobřiché. Na hřbetě jsou zakončeny tupě, na vrcholu s malou černou špičkou.
Zbarvení svrchní strany těla bývá proměnlivé, tmavě šedé s drobnými černými skvrnami nebo tmavohnědými skvrnami, tmavozelené se zelenými skvrnami, někdy i trávozelené s drobnými tmavými skvrnami. Celkově bývá kuňka obecná tmavší než kuňka žlutobřichá.
Břicho je tmavé – černé až šedočerné – s typickým oranžovým, oranžovočerveným až oranžovožlutým skvrněním. Oranžová barva nepřesahuje 50 % pokrytí břicha, tmavá barva převažuje. Tmavé skvrny na břiše bývají hustě posety drobnými bílými tečkami. Kresbu na břiše má každý jedinec specifickou. Prsty na předních i zadních končetinách jsou zespodu tmavé.
Samci jsou menší než samice, mají mírně větší hlavu a vyvinutý párový podhrdelní rezonanční měchýřek. V době páření se jim vytvářejí černé zrohovatělé plošky na vnitřní straně předních končetin (zpravidla zasahují na první a druhý prst), tzv. svatební polštářky. Slouží samcům při páření k přichycení na těle samice v oblasti beder (amplexus inguinalis).

Pulci obou druhů kuněk mají dýchací otvor (spiraculum) na břiše. Tím se liší od pulců ostatních druhů našich žab.
Samci kuňky obecné se ozývají ve dne i v noci pomalým, pravidelným a silným houkavým kuňkáním, nosově znějícím „unk-unk-unk“ (přepisováno také jako „uuh-uuh-uuh“). Hlas působí melancholicky. Volání má frekvenci nižší než 40× za minutu (na rozdíl od kuňky žlutobřiché, jejíž volání je rychlejší).

## Ekologie
Obývá nížiny až pahorkatiny do 400 m n. m., výše se vyskytuje vzácně (výškové optimum: oblasti položené do 300 m n. m.) Nejvýše položená lokalita výskytu byla pozorována v nadmořské výšce 732 m. Preferuje otevřená slunná stanoviště, a to zejména v období rozmnožování. Mimo období rozmnožování se vyskytuje v mokřadech, na loukách, pastvinách a jiné zemědělské půdě, často v mělkých kalužích na loukách, polích, okrajích lesů, v loužích na cestách a v zaplavovaných místech. Vyžaduje dostatek vhodných vodních ploch, jak větších nádrží k rozmnožování, tak drobných tůní a kaluží. Může se rozmnožovat i v dočasných vodách, ale dává přednost trvalejším vodním plochám a využívá spíše větší vodní plochy s rozsáhlou vodní vegetací. Zásadní je pro ni dostatečný rozsah mělčin s hloubkou vody do 40 cm, dostatek oslunění vodní hladiny, dostatek kvalitních litorálních porostů, dostatek potravy a menší rybí obsádka. Nejčastěji se rozmnožuje v mělčinách rybníků a jezer a v různých typech tůní. Ve vodních tocích ani ve výrazně průtočných nádržích se nerozmnožuje.
Živí se bezobratlými, zejména hmyzem a jeho larvami: 56 % potravy tvoří komáři a jejich larvy, 18 % brouci, 18 % pavouci a 3 % stonožky. Ostatní bezobratlí tvoří méně než 1 % potravy. Pulci konzumují zejména řasy a vyšší rostliny, často také drobné bezobratlé živočichy. Čerstvě metamorfované žabky se živí převážně hmyzem (brouci, blanokřídlí, dvoukřídlí). Potravu uchvacuje čelistmi, neloví ji jazykem jako např. skokani a ropuchy.
Rozmnožování probíhá v mělké vodě s hustou vegetací. Místa ke kladení vajíček jsou oddělena od ostatní vodní plochy. Převážně v květnu a červnu klade samička na vodní rostliny a kameny až stovky vajíček ve shlucích. Během léta se může rozmnožovat i vícekrát. Kuňka se často zdržuje ve velkých společenstvích.
Pulci se líhnou asi po týdnu. Vývoj pulců trvá přibližně dva a půl měsíce. Žabky velké 2 cm opouštějí vodu a přezimují na souši (v dutinách, pod listím atp.). Zbarvení bříška je již zcela vyvinuté. Probouzejí se v dubnu. Ve třetím roce života jsou kuňky obecné pohlavně dospělé. Dožívají se průměrně patnácti let.

### Obranné chování
Při ohrožení na souši (zejména v chladném počasí) zaujímá obrannou pozici: celá se miskovitě prohne a dlaně zadních i předních končetin výhružně vystaví proti predátorovi. (Někdy si předníma nohama zakryje oči.) Odkryté kontrastní zbarvení na nohou, hrdle a po stranách těla může predátora odradit. Kuňka v této pozici setrvá několik sekund a poté se snaží rychle uniknout. Pokud predátor neustoupí, začne kuňka vylučovat z kožních žláz bělavý a intenzivně páchnoucí sekret. Při pokusu o útěk může vydávat i obranné volání. Při útěku ve vodě se zaryje do jemného bláta ve dně.

## Ohrožení

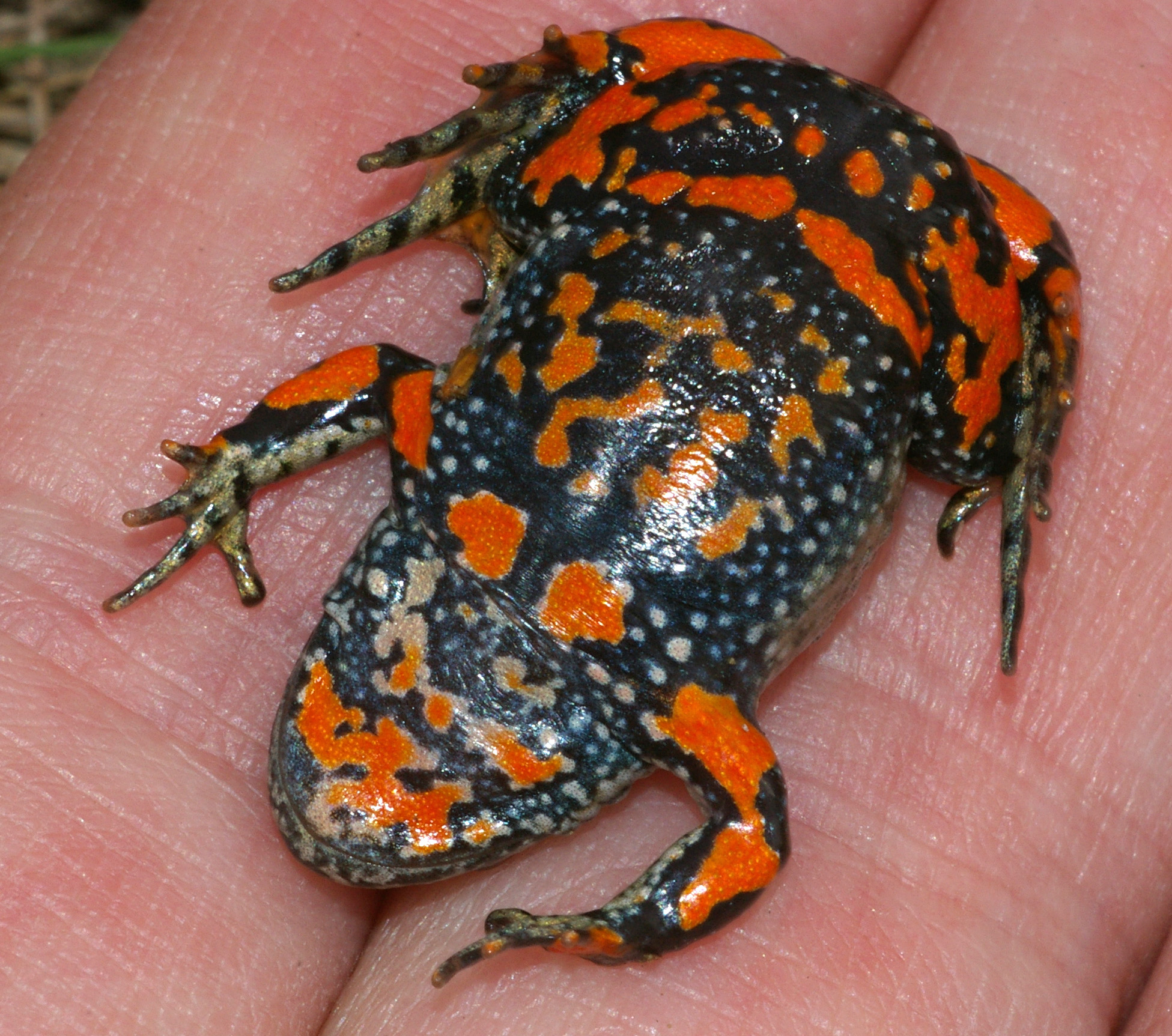
Spodní strana

V minulosti tato žabka patřila k běžně rozšířeným druhům. Dnes je zákonem řazena mezi druhy ohrožené. Současný stupeň ohrožení je však výrazně vyšší. Během posledních 15 let se její výskyt v některých regionech snížil o 80 %. Výrazné ohrožení představují krajinotvorné změny – scelování zemědělské půdy, úprava rybníků pro zemědělské a rekreační účely, přeměna luk na pole apod. Často také dochází ke kontaminaci vhodných lokalit pesticidy. Postupně se tak kuňky kvůli člověku staly jedním z nejohroženějších druhů obojživelníků v ČR. Tento druh obojživelníka je zařazen v seznamu ohrožených druhů Bernské konvence a v seznamu ohrožených obojživelníků v projektu ochrany přírody v Evropské unii Natura 2000.
V Česku je silně ohroženým druhem dle vyhlášky č. 395/1992 Sb.